# 鈴木剛 (剣道家)
鈴木 剛（すずき つよし、1972年〈昭和47年〉 - ）は、日本の警察職員、剣道家（教士八段）。2004年度の全日本剣道選手権大会で優勝した他、警察署や警察学校、小中学生の剣友会で剣道の指導を行っている。

## 経歴
1972年、千葉県館山市に生まれる。剣道を始めたのは4歳の頃で、母親に勧められての事だった。
中学生まではやらされている感覚があったが、千葉県立安房高等学校に進学して同校剣道部に入部した後、「同期の部員と共に試合に勝ちたい」と思うようになった。そこから上達していくようになり、全国大会にも出場した。法政大学への進学後も大学剣道界で活躍をしている。
法政大学を経て千葉県警察に奉職し、剣道特別訓練員に選抜された。2004年度の第52回全日本剣道選手権大会では千葉県代表として出場し、初戦から世界大会の経験者を突破して千葉県勢で初となる優勝を飾っている。また全日本選抜剣道七段選手権大会でも準優勝、令和７年の第７３回全日本都道府県対抗剣道優勝大会では大将として出場し代表戦や大将戦を制し千葉県勢初の優勝に導いた。また、現在は千葉県警察本部剣道師範で、教士八段となっている。
千葉市立上の台小学校を道場とする上の台剣友会でも統括顧問を務めており、2015年3月には水戸市で行われた全国選抜少年剣道錬成大会で彼が監督するチームが県勢初の優勝を成し遂げている。教え子からは、厳しいが、言うことを聞いて稽古したら強くなるという評価を受けている。
2018年1月10日に、著書『洞察と戦略で勝つ! 剣道』が誠文堂新光社から刊行されている。

## 実績
- 全日本剣道選手権大会

4回出場
2004年 - 優勝
・全日本都道府県対抗剣道優勝大会
　４回出場　優勝・3位
- 全日本選抜剣道七段選手権

準優勝
- 国民体育大会

7回出場
準優勝・3位・4位・5位を各1回
- 全日本東西対抗剣道大会

出場
- 全国警察剣道大会

出場
- 全日本学生剣道大会

優勝・3位を各1回

## 書籍
- 試合で勝つ! 剣道 必勝の戦術60（2012年1月10日発売、メイツ出版）ISBN 978-4-780-41090-7 ※監修
- 小学生の勝つ剣道 苦手克服の強化書（2016年5月30日、メイツ出版）ISBN 978-4-780-41719-7 ※監修
- 洞察と戦略で勝つ! 剣道（2018年1月10日発売、誠文堂新光社）ISBN 978-4-416-71743-1※監修